# 新薬スパイ事件
新薬スパイ事件（しんやくスパイじけん）とは、製薬会社の従業員が厚生省所管の研究所の技官と共謀して、他社の新薬申請資料を盗み取った事件である。新薬産業スパイ事件ともよばれる。

## 概要
1983年、藤沢薬品工業（現・アステラス製薬）の従業員が、国立予防衛生研究所（現・国立感染症研究所）の技官と共謀し、ほかの医薬品企業の新薬申請資料を盗み出した。
犯行当初は発覚しなかったが、同年9月7日、予防衛生研の技官が別件（抗生物質不正検定事件）で逮捕されたことをきっかけに、本スパイ事件も明らかとなり、6日後の9月13日、藤沢薬品工業の課長ら3人が逮捕された。
さらに、東京地検特捜部による捜査が進むにつれ、捜査対象は拡大。最終的に中央薬事審議会委員、医師会事務職員を含む14人が逮捕され、官民が絡む一大産業スパイ事件に発展した。

## 影響
- この事件により、薬事行政への国民の信頼が大きく損なわれた。また、製薬会社間の過当競争や薬漬け医療など、日本の医療体制の問題点も浮き彫りとなった。
- フジテレビジョン『オレたちひょうきん族』の「タケちゃんマンの新薬産業スパイ」は、この事件をモチーフにしたものである。